# Paul Davis
Paul Russell Davis (Rochester, Míchigan; 21 de julio de 1984) es un exjugador  de baloncesto estadounidense. Con 2,11 metros de altura jugaba de pívot.

## Carrera

### Universidad
En el instituto, Davis jugó con Rochester High School, donde fue Mr. Basketball de Míchigan y McDonald's All American en 2002. Ese año promedió 29.7 puntos, 13.8 rebotes, 3.8 asistencias y 4.1 tapones. Además, se convirtió en el máximo anotador de la historia con 1.394 puntos. Después saltó a la prestigiosa Universidad Estatal de Míchigan, donde jugó como pívot durante los 4 años que duró su estancia allí. 
Como Freshman, en la temporada 2002-03, promedió 7.8 puntos y 4.7 rebotes. Mejoró sus prestaciones en el torneo NCAA, donde hizo 11.5 puntos y 5.3 rebotes en 4 partidos, siendo incluido en el Quinteto All-South Region.
En la 2003-04 firmó 15.8 puntos y 6.2 rebotes en 30 partidos. Lideró a los Spartans con 25 partidos en dobles dígitos en anotación, y acabando 4º en la Big Ten y 6º en la NCAA. Fue incluido en el Mejor Quinteto de la Big Ten. Su mejor partido fue frente a Indiana con 32 puntos.
En su tercera temporada con los Spartans, Davis bajaría sus cifras anotadoras, con 12.3 puntos, sin embargo, en rebotes mejoró con 8 de media. En el torneo NCAA acabó como máximo reboteador con 11.6 de media en 5 partidos. Alcanzó la Final Four, donde cayeron en semifinales frente a North Carolina. Nombrado en el Quinteto Austin Regional All Tournament después de promediar 15 puntos y 10.8 rebotes en los 4 primeros partidos de la March Madness.
Al comienzo de la 2005-06, Davis estaba como futurible Top 15 en el draft de 2006. Y cuajó una excepcional temporada, con 17.5 puntos y 9.1 rebotes en 33 partidos. Se marcó su mejor encuentro frente a IPFW, con 30 puntos y 14 rebotes. Aunque otro de sus notables actuaciones fue contra Illinois, donde se fue hasta los 21 puntos y 14 rebotes. Aquella temporada fue incluido en 2º Quinteto de la Big Ten y del NABC All-District, además de ser nombrado 3 veces jugador de la semana en la conferencia.
En su ciclo con Michigan State acabó con 13.2 punts y 7 rebotes de media, consolidándose como el octavo clasificado en puntos, 4º en rebotes y tapones, y 1º en tiros libres convertidos e intentados.

### Profesional

#### NBA
El 28 de junio de 2006, Davis fue elegido por Los Angeles Clippers en el puesto 34 del draft de 2006. En los Clippers apenas contó con 5.8 minutos de media en su temporada como novato. Disputó 31 partidos con promedios de 1.6 puntos y 1.4 rebotes. Su mejor actuación fue ante San Antonio Spurs, con 15 puntos en 23 minutos.

#### ACB
En abril firma por el Obradoiro Club Amigos del Baloncesto, llega procedente de Maine Red Claws reforzando al equipo por lo que resta de campaña para intentar salvarlo del descenso a la Liga LEB.
El 16 de junio de 2010 se anuncia su fichaje por el Cajasol Sevilla para la temporada 2010/11 con opción a una más.
En octubre de 2011, ante el Bàsquet Manresa realiza un formidable partido, con 21 puntos y 22 rebotes, hecho que no se daba en la liga ACB desde la temporada 2002-2003.

#### Rusia
[actualizar]

## Estadísticas
| Año              | Equipo           | PJ | PT | MPP  | %TC  | %3P   | %TL  | RPP | APP | ROB | TPP | PPP  |
| ---------------- | ---------------- | -- | -- | ---- | ---- | ----- | ---- | --- | --- | --- | --- | ---- |
| 2006–07          | LA Clippers      | 31 | 0  | 5.8  | .423 | .000  | .700 | 1.4 | .2  | .2  | .2  | 1.6  |
| 2007–08          | LA Clippers      | 22 | 1  | 8.8  | .369 | .000  | .600 | 2.1 | .5  | .3  | .3  | 2.5  |
| 2008–09          | LA Clippers      | 27 | 1  | 11.9 | .408 | .000  | .794 | 2.5 | .4  | .4  | .1  | 4.0  |
| 2009–10          | Washington       | 2  | 0  | 4.0  | .500 | .000  | .500 | .0  | 1.5 | .0  | .5  | 2.5  |
| 2009–10 D-League | Maine Red Claws  | 16 | 14 | 28.5 | .465 | .000  | .903 | 8.8 | 1.9 | 1.2 | 1.6 | 15.0 |
| 2009–10 ACB      | Xacobeo Blu:sens | 6  | -  | 23.8 | .469 | 1.000 | .833 | 7.6 | 1.3 | 1.3 | .8  | 13.1 |